# نفليم

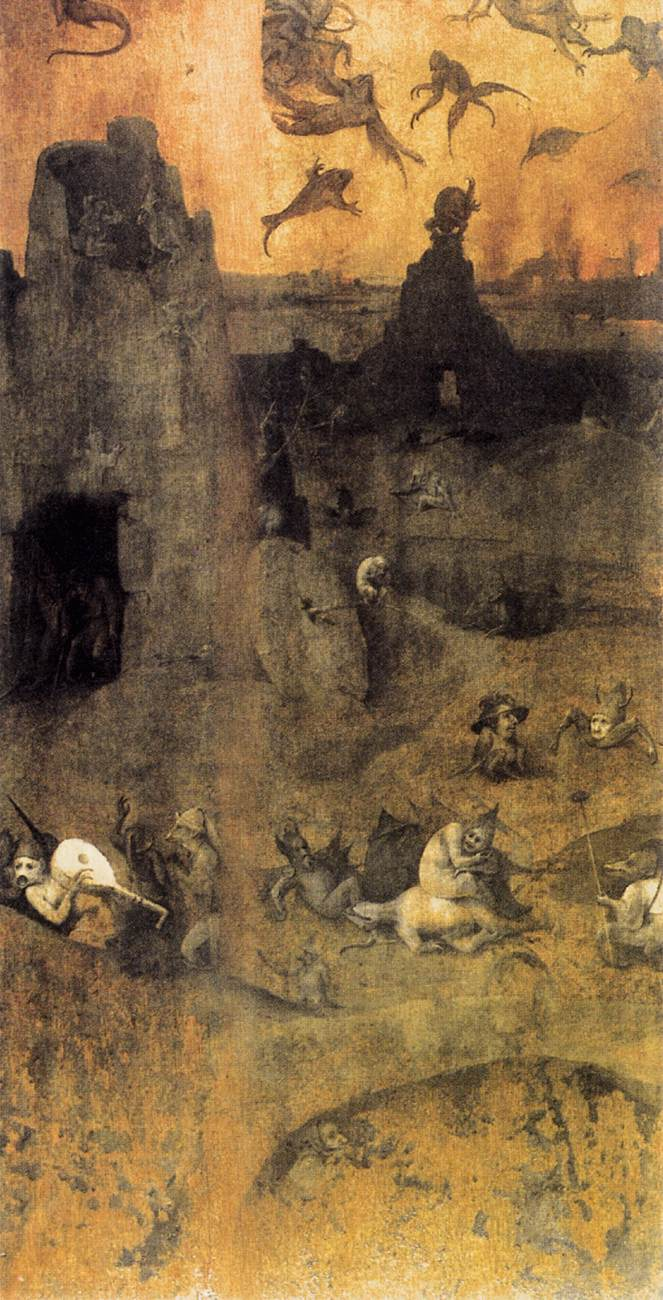

النفليم (נפלים) كائنات مذكورة في سفر التكوين 6: 1-4 من العهد العبري وكتابات عبرية أخرى كتابات غير قانونية. يصف سفر التكوين أصلهم كما يلي:

6: 1 وَحَدَثَ لَمَّا ابْتَدَا النَّاسُ يَكْثُرُونَ عَلَى الارْضِ وَوُلِدَ لَهُمْ بَنَاتٌ

6: 2 انَّ ابْنَاءَ اللهِ رَاوا بَنَاتِ النَّاسِ انَّهُنَّ حَسَنَاتٌ. فَاتَّخَذُوا لانْفُسِهِمْ نِسَاءً مِنْ كُلِّ مَا اخْتَارُوا.

6: 3 فَقَالَ الرَّبُّ: «لا يَدِينُ رُوحِي فِي الانْسَانِ الَى الابَدِ. لِزَيَغَانِهِ هُوَ بَشَرٌ وَتَكُونُ ايَّامُهُ مِئَةً وَعِشْرِينَ سَنَةً».

6: 4 كَانَ فِي الارْضِ طُغَاةٌ فِي تِلْكَ الايَّامِ. وَبَعْدَ ذَلِكَ ايْضا اذْ دَخَلَ بَنُو اللهِ عَلَى بَنَاتِ النَّاسِ وَوَلَدْنَ لَهُمْ اوْلادا - هَؤُلاءِ هُمُ الْجَبَابِرَةُ الَّذِينَ مُنْذُ الدَّهْرِ ذَوُو اسْمٍ.

وانه قد تم تدميرهم في الطوفان بحسب التكوين 7:
21 فَمَاتَ كُلُّ ذِي جَسَدٍ كَانَ يَدِبُّ عَلَى الارْضِ مِنَ الطُّيُورِ وَالْبَهَائِمِ وَالْوُحُوشِ وَكُلُّ الزَّحَّافَاتِ الَّتِي كَانَتْ تَزْحَفُ عَلَى الارْضِ وَجَمِيعُ النَّاسِ.